# 김지웅 (1990년)
김지웅(한국 한자: 金智雄, 1990년 5월 18일 ~ )은 대한민국의 전 축구 선수이며, 포지션은 수비수였다.